# Andrea, duca di York
Andrea, duca di York (nome completo Andrea Alberto Cristiano Edoardo Mountbatten-Windsor, in inglese Andrew Albert Christian Edward Mountbatten-Windsor; Buckingham Palace, 19 febbraio 1960), è un principe britannico, terzogenito e secondo figlio maschio della Regina Elisabetta II del Regno Unito e del Principe Filippo, Duca di Edimburgo e fratello minore del Re Carlo III. È attualmente ottavo in linea di successione al trono britannico.

## Biografia

### I primi anni e l'istruzione
Andrea nacque nella Belgian Suite di Buckingham Palace il 19 febbraio 1960, terzo figlio e secondo maschio della regina Elisabetta II e di Filippo, duca di Edimburgo, nonché terzo nipote della regina madre Elizabeth Bowes-Lyon. Egli venne battezzato nella Sala della Musica del palazzo reale l'8 aprile 1960 dall'arcivescovo di Canterbury, Geoffrey Fisher, e suoi padrini furono Henry, duca di Gloucester, la principessa Alexandra di Kent, John Elphinstone, XVII lord Elphinstone, Hugh FitzRoy conte di Euston e Georgina Kennard. Egli ebbe il nome del nonno paterno, il principe Andrea di Grecia.
Andrea fu il primo figlio nato da un monarca regnante in carica dai tempi della regina Vittoria. Come figlio di un sovrano, ottenne il titolo di Altezza Reale.
Come per i suoi fratelli maggiori, gli venne assegnata una governante a Buckingham Palace. Successivamente venne inviato alla Heatherdown Preparatory School e nel settembre 1973 a Gordonstoun, nel nord della Scozia, come prima di lui il padre Filippo di Edimburgo e il fratello maggiore Carlo, all'epoca principe del Galles. Dal gennaio al giugno del 1977 partecipò a uno scambio culturale organizzato con il Lakefield College School in Ontario. In seguito ottenne il diploma di livello A in inglese, storia, economia e scienze politiche. Andrea non frequentò l'università, preferendo invece iscriversi al Britannia Royal Naval College a Dartmouth.

### Il servizio militare

#### LaRoyal Navy
Nel novembre del 1978 venne annunciato che Andrea sarebbe stato arruolato dall'anno successivo nella Royal Navy e nel dicembre di quell'anno fece dei test attitudinali sportivi presso l'Aircrew Selection Centre della base aerea RAF di Biggin Hill, assieme ad altri test alla base aerea della marina denominata HMS Daedalus e alla base denominata HMS Sultan. Dal marzo all'aprile del 1979, venne incorporato nel Royal Naval College Flight, incominciando l'addestramento come pilota, qualificandosi come pilota di elicotteri e coscritto per 12 anni dall'11 maggio 1979. Il 1º settembre di quello stesso anno venne nominato Guardiamarina ed entrò al college di Dartmouth. Dal 1980 ottenne anche il brevetto del Green Beret commando course dei Royal Marines.
Dopo l'uscita da Dartmouth, il principe incominciò la propria formazione come pilota presso la Royal Air Force alla base RAF Leeming e successivamente presso la base aerea della marina di Culdrose, denominata HMS Seahawk, dove imparò a pilotare gli elicotteri Gazelle. Egli rimase in addestramento sino al 1982 quando venne assegnato al 820 Naval Air Squadron della Fleet Air Arm a bordo della HMS Invincible.

#### La guerra delle Falkland
Allo scoppio della guerra delle Falkland, la Invincible fu una delle due portaerei facenti parte della squadra navale impegnata all'epoca nell'operazione di riconquista delle isole. A ogni modo il fatto che un principe reale potesse essere ucciso in conflitto fece preoccupare il governo, che voleva il ritiro dalla prima linea del principe. Fu la madre a volere che Andrea restasse al suo posto: pertanto partecipò alle operazioni della squadriglia come pilota di Westland Sea King durante tutte le ostilità, con codice di chiamata H, operando tra l'altro come SAR (Search And Rescue, ovvero ricerca e soccorso) il recupero dei superstiti dell'Atlantic Conveyor, oltre che in missioni antisommergibile e antinave.
Dopo la cessazione delle ostilità, la Invincible fece ritorno a Portsmouth dove la regina e il principe Filippo si unirono alle altre famiglie per dare il benvenuto al ritorno del vascello e dei suoi marinai a bordo. Dopo quest'azione egli venne imbarcato sulla HMS Illustrious, prestò servizio alla RNAS Culdrose e frequentò la Joint Services School of Intelligence. Nel volume del comandante Nigel Ward, Sea Harrier Over the Falklands, il principe Andrea viene descritto come "un pilota eccellente e un promettente ufficiale".

#### La carriera da ufficiale di marina
Alla fine del 1983, Andrea venne trasferito alla RNAS Portland dove prese l'abilitazione al pilotaggio degli elicotteri Lynx e venne promosso al rango di tenente di vascello il 1º febbraio 1984, data in cui la regina lo nominò suo aiutante di campo personale. Prestò poi servizio all'estero sulla HMS Brazen come pilota sino al 1986, includendo anche alcune operazioni nel Mediterraneo come parte della Standing NATO Maritime Group 2, frequentando poi il Lieutenants' Greenwich Staff Course. Il 23 ottobre 1986 il principe venne trasferito e frequentò il corso di istruttore di elicotteri presso la RNAS Yeovilton e, dopo il brevetto, prestò servizio dal febbraio 1987 all'aprile 1988 come ufficiale del 702 Naval Air Squadron, presso la RNAS Portland, così come sulla HMS Edinburgh come ufficiale di guardia e assistente nocchiere sino al 1989.
Divenuto duca di York prestò servizio come flight lieutanant e pilota di Lynx HAS3 sulla HMS Campbeltown dal 1989 al 1991, periodo durante il quale ricoprì l'incarico di Force Aviation Officer (ufficiale di aviazione della forza navale, in sostanza referente per la componente aerea imbarcata) anche dello Standing NATO Maritime Group 1 mentre la Campbeltown batté bandiera della NATO nel Nord Atlantico dal 1990 al 1991. Egli superò gli esami di comandante di squadriglia il 16 luglio 1991 e frequentò il corso di Stato Maggiore di Camberley dall'anno successivo, completandolo e divenendo Lieutenant commander dal 1º febbraio, passando infine l'esame di comando di nave il 12 marzo 1992. Dal 1993 al 1994 ebbe il comando della HMS Cottesmore, un cacciamine della classe Hunt.
Dal 1995 al 1996 venne assegnato come Senior Pilot (il pilota più anziano in grado dopo il comandante di squadriglia) presso l'815 Naval Air Squadron –la più numerosa unità di volo dell'aviazione inglese– con l'incarico di supervisionare i voli e garantire il mantenimento della capacità operativa. Nominato Commander dal 27 aprile 1999, venne assegnato al Ministero della Difesa ove terminò la propria carriera nel 2001 come ufficiale del Direttorato Diplomatico dello Stato Maggiore della Royal Navy. Nel luglio di quell'anno terminò il servizio attivo e tre anni dopo venne nominato Capitano onorario, piuttosto che venire promosso al grado di Captain come da tradizione. Il 19 febbraio 2010, in occasione del suo cinquantesimo compleanno, è stato promosso al grado di Contrammiraglio.

### Matrimonio e discendenza
Il 23 luglio 1986 ha sposato Sarah Ferguson ed è stato nominato dalla regina duca di York, conte di Inverness e barone Killyleagh. Dal matrimonio ha avuto due figlie: l'8 agosto 1988 è nata la principessa Beatrice e il 23 marzo 1990 è nata la principessa Eugenia.
Andrea ha divorziato dalla moglie il 30 maggio 1996.

### Accuse di molestie e perdita dei gradi militari
Nel marzo 2011 la BBC News ha riferito che l'amicizia tra il principe Andrea e Jeffrey Epstein, un finanziere americano condannato per reati sessuali, stava producendo "un flusso costante di critiche", chiedendo che il principe si dimettesse dal suo ruolo di inviato commerciale. Il duca di York è stato criticato dai media anche dopo che Sarah Ferguson ha rivelato che Epstein aveva contribuito con £15.000 a pagare i suoi debiti. Nel luglio 2011 il ruolo del duca di York come inviato commerciale è stato interrotto e, secondo quanto riferito, ha tagliato tutti i legami con Epstein.
Il 30 dicembre 2014 un esposto al tribunale della Florida rappresentato dagli avvocati Bradley J. Edwards e Paul G. Cassell ha affermato che il principe Andrea era una delle diverse figure di spicco, tra cui "un ex primo ministro" e l'avvocato Alan Dershowitz, ad aver partecipato ad attività sessuali con una minorenne poi identificata con Virginia Roberts Giuffre, che è stata presumibilmente stuprata da Epstein. Una dichiarazione giurata della Giuffre era stata inclusa in una precedente causa del 2008 che accusava il Dipartimento di Giustizia degli Stati Uniti di violare il Crime Victims Rights Act durante il primo procedimento penale contro Epstein, non permettendo a molte delle sue vittime di contestare il suo patteggiamento; il duca di York non era parte in causa.
Nel gennaio 2015 ci sono state nuove pressioni da parte dell'opinione pubblica e dei media verso Buckingham Palace per spiegare i rapporti del principe Andrea con Epstein. Buckingham Palace dichiarò che "qualsiasi insinuazione di comportamento inadeguato con minori è categoricamente falsa", ripetendo in seguito le smentite.
Dershowitz smentì con veemenza le accuse nella dichiarazione della Giuffre e cercò delle incongruenze nella causa. Edwards e Cassell hanno citato in giudizio Dershowitz per diffamazione nel gennaio 2015. Le due parti si sono accordate nel 2016 per un importo finanziario non divulgato. Epstein avviò un procedimento civile nei confronti di Edwards, ma in seguito lasciò cadere la causa; nel dicembre 2018 Edwards ha intentato l'accusa di molestie con il risultato che Epstein ha presentato scuse pubbliche all'avvocato.
Virginia Giuffre (allora conosciuta con il nome da nubile di Virginia Roberts) affermò di aver fatto sesso con il principe Andrea in tre occasioni, ossia durante un viaggio a Londra nel 2001 quando aveva 17 anni e successivamente a New York e a Little Saint James nelle isole Vergini. Ha sostenuto che Epstein le ha pagato $15.000 per fare sesso con il principe a Londra. I registri dei voli dimostrano che il principe e la Giuffre si trovavano nei luoghi in cui ella sostiene siano avvenuta le molestie. All'epoca il principe Andrea e la Giuffre sono stati fotografati insieme con un braccio di lui attorno alla vita di lei, in una inquadratura in cui compare anche Ghislaine Maxwell in piedi sullo sfondo, sebbene i difensori di Andrea abbiano ripetutamente affermato che la foto è falsa e modificata. La Giuffre dichiarò di aver ricevuto pressione per fare sesso con il principe e che "non avrebbe osato rifiutare", temendo che Epstein avrebbe potuto farla "uccidere o rapire". Dall'inizio del 2015 le accuse non sono state esaminate in alcun tribunale.
Il 7 aprile 2015 il giudice Kenneth Marra ha stabilito che "le accuse sessuali fatte contro il principe Andrea nei documenti giudiziari depositati in Florida devono essere cancellate dai registri pubblici". Marra non si è pronunciato sul fatto che le affermazioni della Giuffre siano vere o false, specificando che potrebbe in seguito fornire prove quando il caso verrà portato in tribunale.
Nell'agosto 2019 i documenti del tribunale relativi a un caso di diffamazione tra la Giuffre e la Maxwell hanno rivelato che una seconda ragazza, Johanna Sjoberg, ha dimostrato che il principe Andrea le aveva messo una mano sul petto, mentre si trovava nella dimora di Epstein in posa per una foto con la sua marionetta Spitting Image. Lo stesso mese il duca di York rilasciò una dichiarazione, sostenendo "in nessuna fase del breve periodo trascorso con Epstein ho visto, assistito o sospettato qualsiasi comportamento del genere che successivamente ha portato al suo arresto e alla sua condanna", seppure abbia espresso rammarico per averlo incontrato nel 2010 dopo che Epstein si era già dichiarato colpevole di crimini sessuali per la prima volta. Il principe Andrea era stato fotografato nel dicembre 2010 mentre passeggiava con Epstein a Central Park durante una visita a New York City. Alla fine di agosto 2019 The New Republic ha pubblicato uno scambio di e-mail tra John Brockman ed Evgeny Morozov a partire dal settembre 2013, in cui Brockman menziona di aver visto un uomo britannico soprannominato "Andy" ricevere un massaggio ai piedi da due donne russe nella residenza di Epstein a New York durante la sua ultima visita al palazzo nel 2010.
Nel 2021, dopo aver presentato un'azione legale contro il principe Andrea per tre episodi di violenza sessuale, il primo risalente al 1999 quando lei era ancora minorenne, in seguito ad un accordo stragiudiziale la Giuffre ritira la denuncia, ricevendo dal principe Andrea dodici milioni di sterline. La Giuffre muore suicida il 26 aprile 2025.
In seguito alla causa intentata dalla Giuffre, il 13 gennaio 2022 la regina Elisabetta ha revocato il trattamento pubblico di "Altezza Reale" al Duca di York, che ha inoltre rimesso nelle sue mani i gradi militari di cui era stato insignito.

## Albero genealogico
|                                     |                           |                                                        | Genitori                                                |  |  | Nonni |  |  | Bisnonni            |  |  | Trisnonni                 |  |
|                                     |                           |                                                        |                                                         |  |  |       |  |  | Giorgio I di Grecia |  |  | Cristiano IX di Danimarca |  |
|                                     |                           |                                                        |                                                         |  |  |       |  |  | Giorgio I di Grecia |  |  | Cristiano IX di Danimarca |  |
|                                     |                           | Luisa d'Assia-Kassel                                   |                                                         |  |  |       |  |  | Giorgio I di Grecia |  |  |                           |  |
| Andrea di Grecia e Danimarca        |                           |                                                        |                                                         |  |  |       |  |  | Giorgio I di Grecia |  |  |                           |  |
|                                     |                           | Ol'ga Konstantinovna Romanova                          | Konstantin Nikolaevič Romanov                           |  |  |       |  |  |                     |  |  |                           |  |
|                                     |                           | Ol'ga Konstantinovna Romanova                          | Konstantin Nikolaevič Romanov                           |  |  |       |  |  |                     |  |  |                           |  |
|                                     |                           | Ol'ga Konstantinovna Romanova                          | Alessandra di Sassonia-Altenburg                        |  |  |       |  |  |                     |  |  |                           |  |
| Principe Filippo, duca di Edimburgo |                           | Ol'ga Konstantinovna Romanova                          |                                                         |  |  |       |  |  |                     |  |  |                           |  |
|                                     |                           | Luigi di Battenberg                                    | Alessandro d'Assia                                      |  |  |       |  |  |                     |  |  |                           |  |
|                                     |                           | Luigi di Battenberg                                    | Alessandro d'Assia                                      |  |  |       |  |  |                     |  |  |                           |  |
|                                     |                           | Luigi di Battenberg                                    | Contessa Julia von Hauke                                |  |  |       |  |  |                     |  |  |                           |  |
| Alice di Battenberg                 |                           | Luigi di Battenberg                                    |                                                         |  |  |       |  |  |                     |  |  |                           |  |
|                                     |                           | Vittoria d'Assia-Darmstadt                             | Luigi IV d'Assia                                        |  |  |       |  |  |                     |  |  |                           |  |
|                                     |                           | Vittoria d'Assia-Darmstadt                             | Luigi IV d'Assia                                        |  |  |       |  |  |                     |  |  |                           |  |
|                                     |                           | Vittoria d'Assia-Darmstadt                             | Alice di Sassonia-Coburgo-Gotha                         |  |  |       |  |  |                     |  |  |                           |  |
| Andrea, Duca di York                |                           | Vittoria d'Assia-Darmstadt                             |                                                         |  |  |       |  |  |                     |  |  |                           |  |
|                                     | Giorgio V del Regno Unito | Edoardo VII del Regno Unito                            |                                                         |  |  |       |  |  |                     |  |  |                           |  |
|                                     | Giorgio V del Regno Unito | Edoardo VII del Regno Unito                            |                                                         |  |  |       |  |  |                     |  |  |                           |  |
|                                     | Giorgio V del Regno Unito | Alessandra di Danimarca                                |                                                         |  |  |       |  |  |                     |  |  |                           |  |
| Giorgio VI del Regno Unito          | Giorgio V del Regno Unito |                                                        |                                                         |  |  |       |  |  |                     |  |  |                           |  |
|                                     |                           | Maria di Teck                                          | Francesco di Teck                                       |  |  |       |  |  |                     |  |  |                           |  |
|                                     |                           | Maria di Teck                                          | Francesco di Teck                                       |  |  |       |  |  |                     |  |  |                           |  |
|                                     |                           | Maria di Teck                                          | Maria Adelaide di Cambridge                             |  |  |       |  |  |                     |  |  |                           |  |
| Elisabetta II del Regno Unito       |                           | Maria di Teck                                          |                                                         |  |  |       |  |  |                     |  |  |                           |  |
|                                     |                           | Claude Bowes-Lyon, XIV conte di Strathmore e Kinghorne | Claude Bowes-Lyon, XIII conte di Strathmore e Kinghorne |  |  |       |  |  |                     |  |  |                           |  |
|                                     |                           | Claude Bowes-Lyon, XIV conte di Strathmore e Kinghorne | Claude Bowes-Lyon, XIII conte di Strathmore e Kinghorne |  |  |       |  |  |                     |  |  |                           |  |
|                                     |                           | Claude Bowes-Lyon, XIV conte di Strathmore e Kinghorne | Frances Dora Smith                                      |  |  |       |  |  |                     |  |  |                           |  |
| Elizabeth Bowes-Lyon                |                           | Claude Bowes-Lyon, XIV conte di Strathmore e Kinghorne |                                                         |  |  |       |  |  |                     |  |  |                           |  |
|                                     |                           | Lady Cecilia Cavendish-Bentinck                        | Rev. Charles Cavendish-Bentinck                         |  |  |       |  |  |                     |  |  |                           |  |
|                                     |                           | Lady Cecilia Cavendish-Bentinck                        | Rev. Charles Cavendish-Bentinck                         |  |  |       |  |  |                     |  |  |                           |  |
|                                     |                           | Lady Cecilia Cavendish-Bentinck                        | Louisa Burnaby                                          |  |  |       |  |  |                     |  |  |                           |  |
|                                     |                           | Lady Cecilia Cavendish-Bentinck                        |                                                         |  |  |       |  |  |                     |  |  |                           |  |

## Titoli e trattamento
- 19 febbraio 1960–23 luglio 1986: Sua Altezza Reale il Principe Andrea
- 23 luglio 1986[26][28] - Oggi[29]: Sua Altezza Reale il Principe Andrea, Duca di York
  - in Scozia: Sua Altezza Reale il Principe Andrea, Conte di Inverness
  - in Irlanda del Nord: Sua Altezza Reale il Principe Andrea, Barone Killyleagh
- 13 gennaio 2022 - oggi[30]: il Principe Andrea, Duca di York.

Il titolo e trattamento completo di Andrea è il seguente: "Sua Altezza Reale il Principe Andrea Alberto Cristiano Edoardo, Duca di York, Conte di Inverness e Barone Killyleagh, Cavaliere Compagno Reale del Nobilissimo Ordine della Giarrettiera, Cavaliere di Gran Croce dell'Ordine Reale Vittoriano, Decorazione delle Forze Canadesi, Personale Aiutante di Campo di S.M.".
In seguito alla causa civile intentata contro di lui per abuso sessuale da Virginia Giuffre, il 13 gennaio 2022 la regina Elisabetta II ha revocato il privilegio di Andrea di usare il trattamento di Altezza Reale in ambito ufficiale e pubblico (ma gli è ancora possibile usufruire del trattamento in ambito privato), il quale ha anche rimesso nelle sue mani i gradi militari di cui era stato insignito. Tale titolatura è perciò attualmente in disuso.

## Onorificenze

Lo stemma personale del principe Andrea, duca di York

Lo stendardo personale del principe Andrea, duca di York

Il monogramma personale del principe Andrea, duca di York